# Atlantide. I figli dell'abisso
Atlantide. I figli dell'abisso è un romanzo avventuroso fantascientifico, appartenente alla fase dalla protofantascienza italiana, scritto e illustrato da Yambo (pseudonimo di Enrico Novelli), edito per la prima volta nel 1901 col titolo Atlantide e riedito dal 1924 come I figli dell'abisso dall'editore Vallecchi di Firenze.
Romanzo per ragazzi, propone una riscrittura del mito di Atlantide e costituisce una delle prime apparizioni di questo mito nella letteratura popolare italiana.
Vi si narra della spedizione in un avveniristico sommergibile alla scoperta dei superstiti del continente perduto. Lo stesso tema venne ripreso, un trentennio dopo, dall'autore ne Gli uomini verdi del 1935 (prima serie di fantascienza a fumetti).

## Trama
Il geografo spagnolo don José Oliveira, all'inizio del XX secolo, all'inizio del XX secolo, recupera la mummia di un naufrago trecento miglia a ovest dello Stretto di Gibilterra, ritenendola la conferma dell'esistenza del continente perduto di Atlantide.
Accusato di ciarlataneria dal collega francese Valeriano Flammarion, Oliveira costruisce il sommergibile Narvalo e lo invita a salpare con lui. Dell'equipaggio fanno parte il capitano portoghese don Luiz, il marinaio don Pablo e l'enigmatico El Negro.
Durante la traversata El Negro addormenta la ciurma con un narcotico e devia la rotta; Flammarion sventa il piano proprio mentre, grazie a una singolare fluorescenza marina, compaiono le rovine sommerse di Atlantide. Sottoposto a ipnosi, El Negro dichiara di essere l'ultimo degli Atlantidi e rivela l'esistenza di un passaggio sotterraneo che dal Teide conduce alla città sepolta di Antoro. Gli esploratori percorrono il tunnel vulcanico, superano varie insidie e raggiungono le vestigia della civiltà perduta.
Sulla via del ritorno El Negro tenta di autoaffondare il Narvalo per custodire il segreto di Atlantide, ma Oliveira, Flammarion, Luiz e Pablo riescono a fuggire su una scialuppa; il sommergibile e l'ultimo Atlantideo sprofondano per sempre nell'oceano.

## Personaggi
Don José OliveiraGeografo spagnolo ideatore della spedizione e costruttore del sommergibile Narvalo.
Valeriano FlammarionGeografo francese, rivale scientifico di Oliveira.
El NegroUltimo discendente degli Atlantidi, guida ambigua che tradisce l'equipaggio.
Don LuizCapitano portoghese del Narvalo.
Don PabloMarinaio dell'equipaggio, spalla fedele di Luiz.

## Edizioni

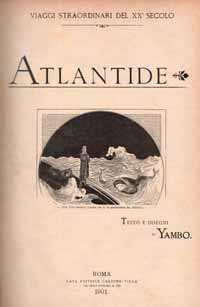
Frontespizio della prima edizione (1901)

- Yambo, Atlantide, Roma, Calzone-Villa, 1901.
- Yambo, Atlantide, Roma, G. Scotti, 1912.
- Yambo, I figli dell'abisso, Firenze, Vallecchi, 1920 [1921,1924].
- Yambo, Atlantide, Firenze, Vallecchi, 1932.
- Yambo, Atlantide. I figli dell'abisso, collana Vallecchi per i Ragazzi, Firenze, Vallecchi, 1944.
- Yambo, Atlantide. I figli dell'abisso, Bologna, Elara, 2025.